# إسكندر خنجرلي
الكسندر هنجرلي هو والي عثماني على اقليم البغدان (اقليم مولدوفا التاريخي) بين 07 مارس 1807 و24 جويلية 1807.
ولد في القسطنطينية في 1768 من عائلة يونانية معروفة في الفنار، توفي في موسكو في 12 يونيو 1854.
بدأ مشواره الإداري والسياسي في الأفلاق ثم أصبح ترجمانا للاسطول العثماني في 1805 ليصبح واليا على البغدان لعدة أشهر فقط ليتنحى لصالح حفيده.
لجأ إلى روسيا بعد قيام الثورة اليونانية في 1821 خوفا من الانتقام العثماني.
استغل خبرته ومتطلبات الاستشراق لينشر باللغة الفرنسية في موسكو في 1841 قاموسا في ثلاثة مجلدات بعنوان: قاموس فرنسي عربي فارسي عثماني. والذي ظل مرجعاً هاما طيلة القرن 19.
توفي في موسكو في 12 يونيو 1854.

## معرض الصور

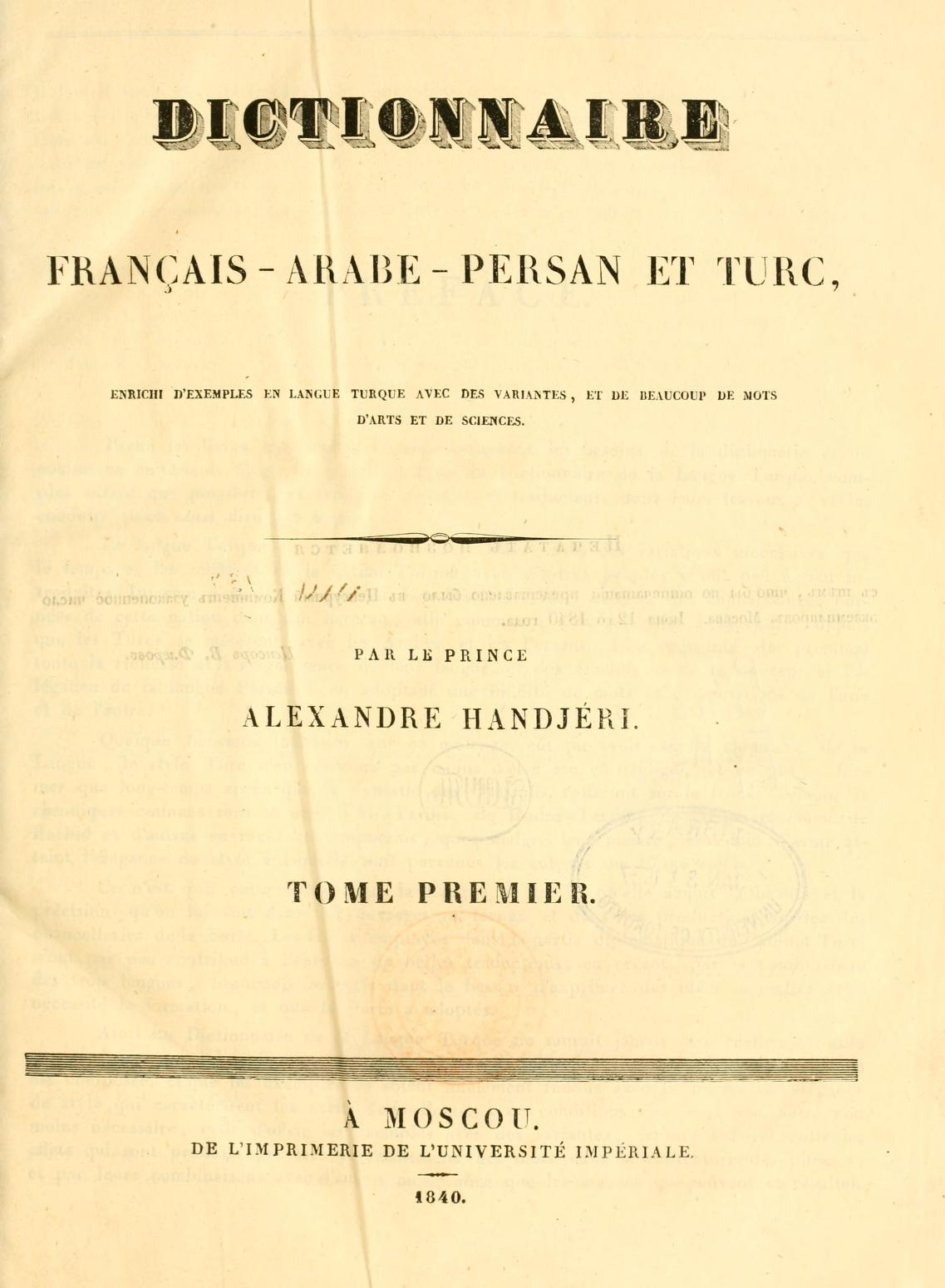
غلاف القاموس الذي أنجزه، صدر في موسكو سنة 1840م